# Parlementarium

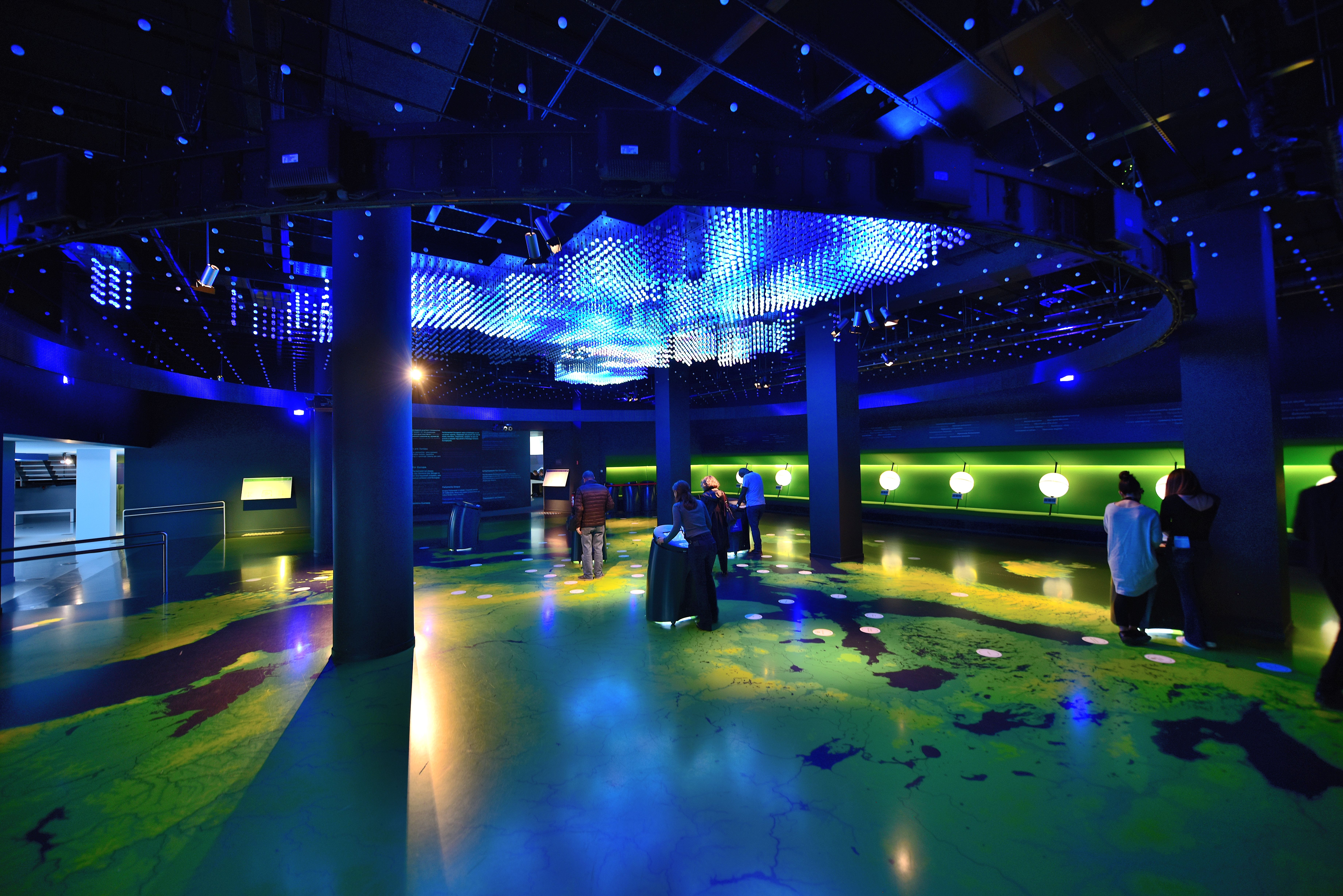
Een van de zalen van het Parlementarium

Het Parlementarium  (Engels: Parlamentarium)  is het bezoekerscentrum van het Europees Parlement te Elsene. Het is gehuisvest in het Willy Brandtgebouw van de Leopoldruimte en is toegankelijk voor het publiek sinds 14 oktober 2011. De bezoeker kan er op een oppervlakte van 6000 m² in alle 24 officiële talen van de Europese Unie kennis maken met de geschiedenis, de werking en de functies van het Europees Parlement. De kosten van het project bedroegen 20 miljoen euro.
In de eerste vijf jaar van zijn bestaan trok het parlementaire bezoekerscentrum 1,5 miljoen bezoekers.
Het bezoekerscentrum, dat ontworpen werd door het Duitse Atelier Brückner, werd onder meer genomineerd voor de European Museum of the Year Award en de Luigi Micheletti Award. Het kon echter geen van beide nominaties verzilveren.

## Parlementarium Simone Veil in Straatsburg
Ook in de andere zetel van het Europees Parlement, in het Louise Weissgebouw in Straatsburg, bevindt zich een Parlementarium. In het Parlementarium Simone Veil worden de geschiedenis en de werking van het Europees Parlement uit de doeken gedaan.